# Werner Ingendaay
Werner Ingendaay (* 10. März 1923 in Wesel; † 24. April 2008) war ein deutscher Architekt mit Sitz in Köln.

## Leben
Ingendaay wurde geboren als Sohn von Anna Maria (genannt Jenny) Langenberg, einer Tochter des Baumeisters Gerhard Franz Langenberg, und des Weseler Zeitungsverlegers Peter Jakob Ingendaay. Er absolvierte sein Studium an der TH Aachen.
Werner Ingendaay gründete sein Architekturbüro 1954. Er beschäftigte sich mit der Planung von Wohn-, Verwaltungs-, Sport- und Schulbauten, Industrie- und Gewerbebauten sowie von Bauten der Touristik. Maßgeblich wirkte er an der Neugestaltung der Stadt Köln nach dem Zweiten Weltkrieg mit.
Zu seinen Bauten zählt das 1973 eröffnete Uni-Center in Köln, der Ostteil der Handwerkskammer zu Köln am Heumarkt und die Sporthalle Leverkusen.
Er starb 2008 im Alter von 85 Jahren und wurde auf dem Friedhof Müngersdorf bestattet.

## Bauten
- 1956–1958: Altes Ulrich-Haberland-Stadion, Leverkusen, Partner: Peter Cornelius[8]
- 1961: Pfarrkirche St. Michael, Erftstadt-Blessem
- 1966–1968 Kirche St. Quirinus, Bonn-Dottendorf (Umbau und Erweiterung)[9]
- 1971: Dreigeschossige Wohnanlage, Germanicusstraße 6, Köln-Marienburg[10]
- 1971–1973: Wohnhochhaus Uni-Center, Köln-Sülz
- 1971–1973: Dreigeschossiges, später aufgestocktes Bürogebäude, Brohler Straße 11, Köln-Marienburg[11]
- 1971/1972: Wohnanlage, Lindenallee 5, Köln-Marienburg[12]
- 1972–1973: Terrassenwohnhaus mit 22 Wohneinheiten, Lindenallee 2–4, Köln-Marienburg[13][14]
- 1976: Wohnhaus (Teil einer ehemaligen Doppelvilla) Am Südpark 11, Köln-Marienburg[15]
- 1984: Wohnanlage (Zwei Wohnhochhäuser mit 265 Wohneinheiten, Praxisräumen und Tiefgarage), Köln-Porz/Urbach. Partner: Kappler-Nützel, Nürnberg[16]
- 1989/1990: Dreifamilienhaus, Marienburger Straße 46, Köln-Marienburg[17]